# جينو ديكر
جينو ديكر (بالهولندية: Vince Gino Dekker)‏ (12 أغسطس 1997 بهاردرفايك في هولندا - ) هو لاعب كرة قدم هولندي في مركز الوسط. لعب مع أياكس أمستردام.

## روابط خارجية
- جينو ديكر على موقع قاعدة بيانات كرة القدم.إي يو (الإنجليزية)
- جينو ديكر على موقع Soccerway.com (الإنجليزية)
- جينو ديكر على موقع عالم كرة القدم.نت (الإنجليزية)